# Offenbach-Waldheim
Waldheim ist ein Stadtteil der südhessischen Großstadt Offenbach am Main. In diesem Stadtteil lebten im Juni 2020 etwa 2100 Menschen.

## Geographische Lage
Nördlich von Waldheim befindet sich Rumpenheim, östlich Mühlheim am Main, im Westen liegt Bürgel und im Süden die Ortslage An den Eichen.
Die Hessische Apfelwein- und Obstwiesenroute führt durch Rumpenheim und Waldheim, ebenso fließt der Kuhmühlgraben durch Waldheim, er mündet einige Kilometer weiter in Höhe der Allessa Chemie in den Main. Dieser direkt an den Waldheimer Grundstücksgrenzen verlaufende Graben wurde ab Oktober 2012 im Rahmen des Hochwasserschutzes im Bereich der Lachwiesen erfolgreich renaturiert. Heute dient er nicht nur als Zwischenstation zahlreicher Zugvögel wie dem Storch, sondern auch viele stationäre Tierarten finden hier ein neues Habitat.

## Geschichte
Um 1900 gründete der Frankfurter Unternehmer Jakob Latscha die Grundstücksgesellschaft Marioth-GmbH. Damit plante er Wohneigentum für den kleinen Mann zu fördern. Jakob Latscha kaufte den damals zu Rumpenheim gehörenden Lohwald, verkaufte das Grundstück an die Stadt Offenbach, die dort, im Stadtteil Lohwald, Stadtstreicher, Obdachlose, Flüchtlinge, Arme und Arbeitslose unterbrachte.
Auf Rumpenheimer Gemarkung entstand 1911 dagegen die Landhaus-Kolonie Waldheim. Bereits 1912 beziehen die ersten Bewohner ihre Eigenheime. Mit der Eingemeindung Rumpenheims am 1. April 1942 kommt Waldheim zu Offenbach.

## Bildung

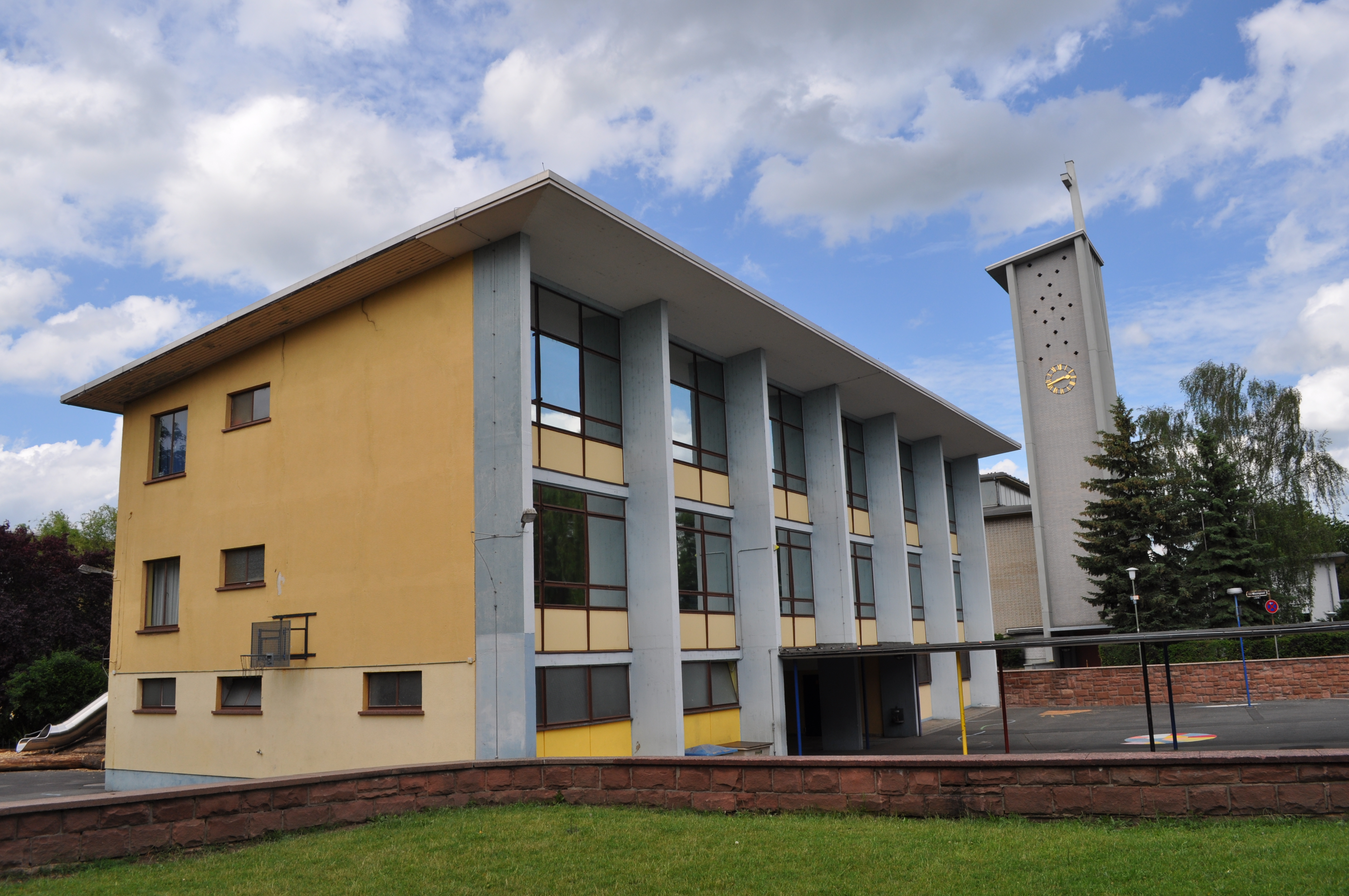
Friedrich-Ebert-Schule

Heute steht mit der Friedrich-Ebert-Schule Offenbachs einzige echte Ganztagsgrundschule in Waldheim (Stand: August 2010). Das Angebot umfasst Nachmittagsbetreuung sowie Hausaufgabenbetreuung für die verschiedenen Altersgruppen. Daneben werden verschiedene Arbeitsgemeinschaften angeboten, beispielsweise Theater, Kunst und Werken.
Die Schule wurde ab 1952 nach Plänen von Stadtbaurat Adolf Bayer im typischen Nachkriegsstil erbaut. Zusammen mit der 1955 im gleichen Stil erbauten benachbarten Heilig-Kreuz-Kirche steht der Komplex unter Denkmalschutz.
Gegenüber der Friedrich-Ebert-Schule befindet sich der katholische Kindergarten. Der evangelische Kindergarten befindet sich am nordöstlichen Ende Waldheims auf dem Gelände der Erlösergemeinde.

## Religion

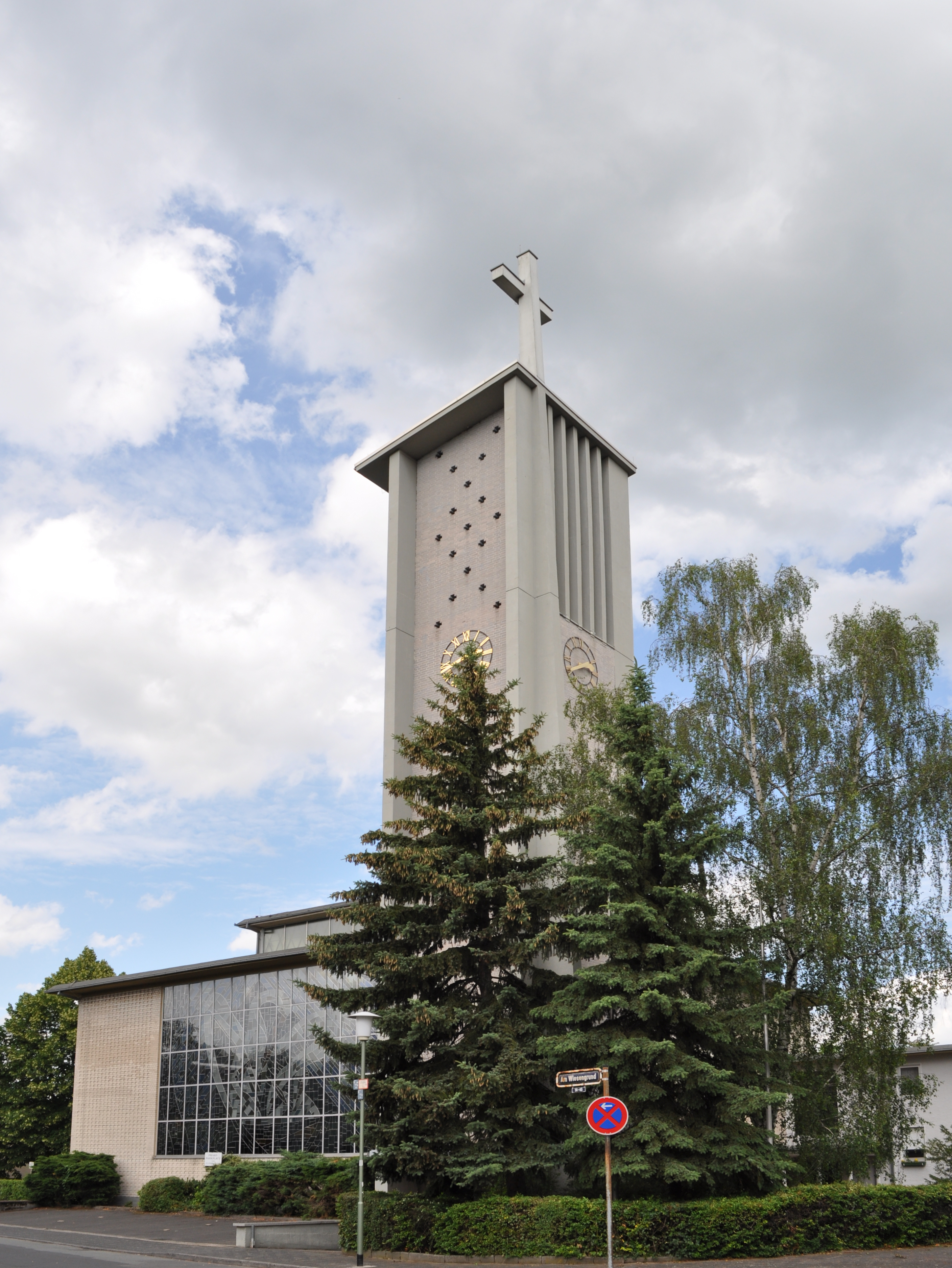
Heilig-Kreuz-Kirche

Die Katholische Pfarrgemeinde Heilig Kreuz in Offenbach-Waldheim wurde am 1. Mai 1955 errichtet und umfasst mehrere kleine Gemeindeteile. Zu ihnen gehören der Lämmerspieler Weg, das Eschig, die Mühlheimer Straße sowie die Siedlungen Waldheim und die Ortslage An den Eichen. Die Siedlung Rote Warte in Mühlheim am Main war bis zur Umpfarrung (nach Sankt Markus, Mühlheim) im Jahr 2013 der Gemeinde Heilig Kreuz ebenfalls angegliedert. Heute gehört die Gemeinde Heilig Kreuz zusammen mit den anderen katholischen Gemeinden Offenbachs der Pfarrei St. Franziskus unter der Leitung eines gemeinsamen Pfarrers an.

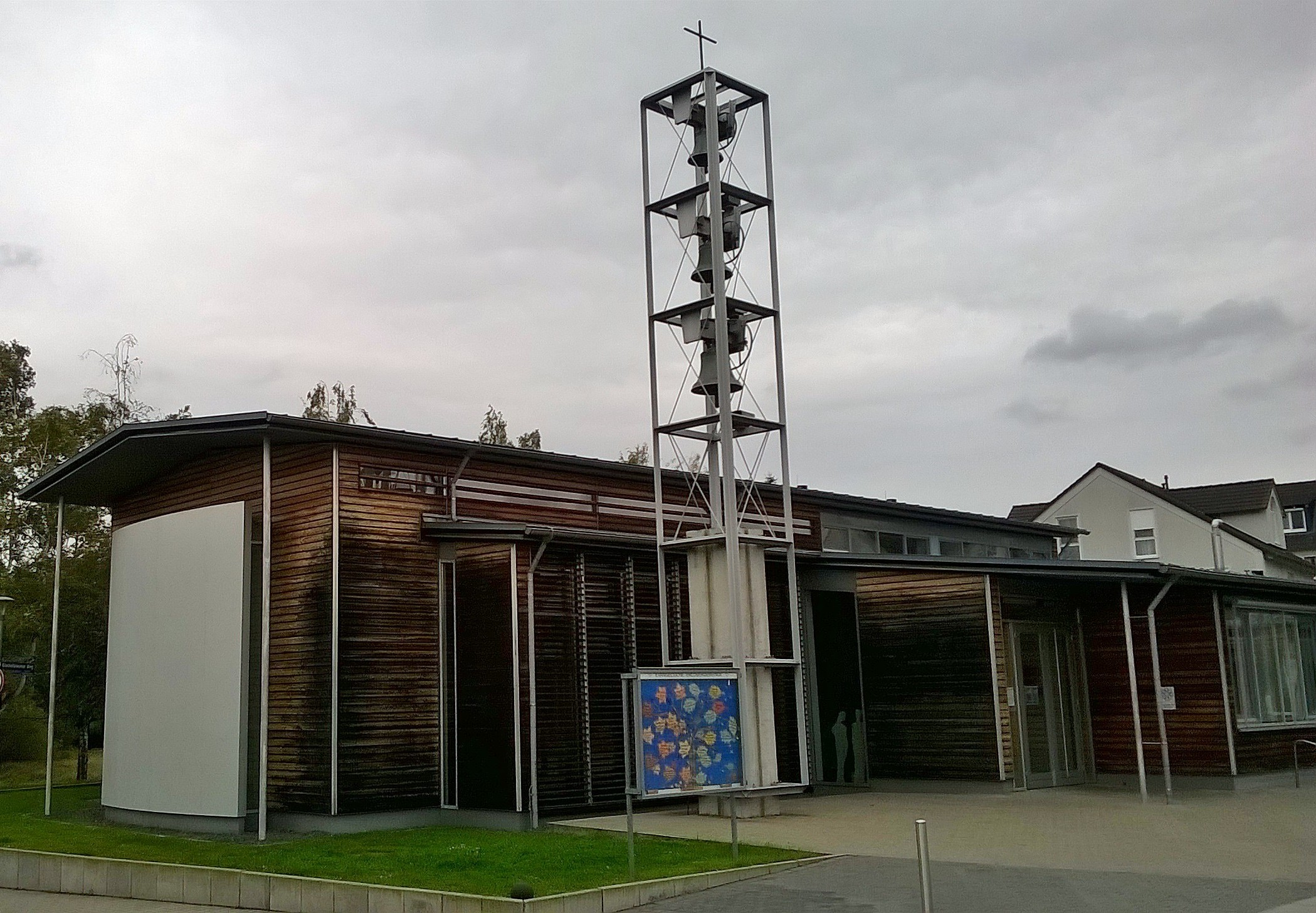
Erlöserkirche

Die Evangelische Erlösergemeinde umfasst die Offenbacher Stadtteile Waldheim mit der Mühlheimer Straße und das Eschig, das Neubaugebiet An den Eichen, außerdem die Siedlung Rote Warte der Stadt Mühlheim.

## Infrastruktur
Waldheim liegt verkehrsgünstig an der B 43. Durch die Linie 107 der Offenbacher Verkehrsbetriebe besteht eine direkte Verbindung zur Innenstadt sowie zu den Stadtteilen Rumpenheim, Rosenhöhe, Lauterborn und Kaiserlei. Durch die Anfahrt der Haltestelle Offenbach-Ost besteht eine Verbindung zur S-Bahn.
An der Stadtgrenze zu Mühlheim liegt das Feuerwehrhaus der Freiwilligen Feuerwehr Waldheim.